# Adinandra caudata
Adinandra caudata là một loài thực vật có hoa trong họ Pentaphylacaceae. Loài này được Gagnep. ex Kobuski mô tả khoa học đầu tiên năm 1947.